# Verrückt/Schön
Verrückt/Schön ist ein US-amerikanischer Film aus dem Jahr 2001. Das Liebesdrama beschreibt das Zusammentreffen zweier Teenager mit sozial gegensätzlicher Herkunft.

## Handlung
Die 17-jährige Nicole kann eigentlich bekommen, was sie will. Sie ist die verwöhnte, desillusionierte Tochter des einflussreichen Kongressabgeordneten Tom Oakley. Bei einer gemeinnützigen Arbeit, zu der sie wegen Trunkenheit am Steuer verurteilt wurde, lernt sie den attraktiven Mexikaner Carlos kennen. Der lebt mit seiner Familie in den Slums von Downtown LA, ist gradlinig, anständig, diszipliniert und tut alles für seinen Traumjob Pilot.
Beide gehen auf dieselbe Elite-Highschool – Nicole nur darum, weil ihr Vater es will, Carlos fährt dafür jeden Tag zwei mal zwei Stunden Bus und kann diese Schule nur dank staatlicher Förderung besuchen.
Nicole erholt sich nach leeren Jahren voller Partys, Alkohol und anderen Drogen in seiner Gegenwart. Sie fühlt sich erstmals wieder nützlich und lebendig. Carlos taucht ein in ihre „verrückte“ Welt. Das lässt ihn nach Jahren im Schraubstock von Selbstansprüchen und Familie Dinge tun, für die in seinem durchgeplanten Leben bisher kein Platz war.
Als Nicoles Vater ihm eine Ausbildungsförderung anbietet und ihn gleichzeitig vor der negativ beeinflussenden, zerstörerischen, sprunghaften Natur seiner Tochter warnt („Nicole hat ein unheimliches Talent, jeden noch so perfekt geölten Zug auf den ersten Metern zum Entgleisen zu bringen“), wird Carlos vor eine schwierige Entscheidung gestellt. Auch sein persönliches Umfeld ist nämlich mit der Wahl der „weißen“ Freundin alles andere als begeistert.
Als er schließlich erkennt, wie sehr ihn Nicole auf seinem Weg zur Pilotenkarriere schon aus dem Ruder geworfen hat, lässt er sie los und konzentriert sich wieder auf seine beruflichen Ziele. Allein gelassen und von der Welt missverstanden, fällt Nicole zurück in den alten Teufelskreis aus Partys, Alkohol und anderen Drogen.
Er erfährt bei einem Anruf zufällig davon, zögert keinen Augenblick und holt seine halb bewusstlose Freundin aus einer exzessiven Party, packt sie in ihr eigenes Auto und wird auf der Fahrt von der Polizei gestoppt, die im Wagen auch Drogenutensilien findet. Nicoles alter Ford ist auf ihren Vater zugelassen, den Abgeordneten Oakley. Deshalb beschließen die Polizisten, ihn die Sache selbst regeln zu lassen. Sie liefern seine halb nackte, völlig betrunkene Tochter und Carlos vor Oakleys Haustür ab. Da eskaliert die angespannte Situation und von Nicole bleibt nur ein wimmerndes Häufchen Elend übrig.
Obwohl sie bei der Hälfte der Psychiater der Stadt bereits Persona non grata ist, wird beschlossen, sie erneut in psychologische Behandlung zu geben und überdies auf ein Internat in Utah zu schicken. Mitten in einem für Carlos wichtigen Examen wird sie zufällig am Fenster vorbeigeführt. Da verlässt er kommentarlos die Klasse und beide entscheiden sich abzuhauen.
Von allen Erwartungen und Verpflichtungen befreit, kommt es schon bald zur Reflexion. Die Beziehung, ihr Leben, Nicoles Verhältnis zum Rest der Welt und insbesondere zu ihrem Vater. Nicole und ihr Vater lieben sich zwar bedingungslos. Aber sie können sich nicht verstehen.
Sie traut sich nach Hause zurück und lässt sich auf ein offenes Gespräch mit ihm ein. Das ist für alle Beteiligten die erlösende und einzig richtige Entscheidung.

## Kritiken
„Beziehungskomödie mit glaubwürdiger Milieuzeichnung, die ihre Probleme jedoch nur halbherzig angeht und sich letztlich als konfliktscheues Vehikel für seine weibliche Hauptdarstellerin entpuppt.“

## Auszeichnungen
Der Film, der Song Siempre und Jay Hernandez wurden im Jahr 2002 für den ALMA Award nominiert. Der Film wurde außerdem 2002 für den Casting Society of America Award nominiert.

## Trivia
- In den Schulszenen wirkten hauptsächlich echte Schüler der Pacific Palisades Charter High School mit, weil Regisseur John Stockwell alles so authentisch wie möglich haben wollte.
- Auch in der Szene am Imbiss, die sich eher zufällig ergab, besteht die Mehrzahl der Mitwirkenden nicht aus Schauspielern.
- Um ihren Charakter glaubwürdig zu halten, bleibt Kirsten Dunst so gut wie ungeschminkt
- Nicoles großes Hobby, das Fotografieren, wird sehr authentisch dargestellt. Damit verleiht sie ihren Gefühlen Ausdruck und hilft sich selbst, ihre verstorbene Mutter nicht zu vergessen.
- Fotos, die während der Dreharbeiten von Kirsten Dunst gemacht wurden, bildeten unter anderem die Grundlage für die Tagebucheinrahmung auf der DVD.